# Петър III (Русия)
Вижте пояснителната страница за други личности с името Петър III.
Петър III Фьодорович (на руски: Пётр III Фёдорович), роден Карл Петер Улрих фон Холщайн-Готорп, е император на Русия в продължение на няколко месеца през 1762 г. и основоположник на династията Холщайн-Готорп-Романов.
Известен със симпатиите си към Прусия, той сключва мир между двете страни. Свален е от власт и вероятно е убит след заговор на съпругата му Екатерина II, която заема мястото му.

## Биография
Карл Петер Улрих е роден през 1728 г. в Кил. Той е син на Карл Фридрих, херцог на Холщайн-Готорп и племенник на шведския крал Карл XII, и Анна Петровна, дъщеря на руския император Петър I и втората му съпруга Екатерина I. Майка му умира няколко месеца след раждането му, а баща му – през 1739 г. След неговата смърт Карл Петер Улрих става херцог на Шлезвиг-Холщайн-Готорп.
През 1741 г. руската императрица Елисавета, сестра на майка му, изпраща да доведат Карл Петер Улрих в Русия. През 1742 г. тя сключва морганатичен брак и той е обявен за наследник на руския трон, след като приема православието и името Петър Фьодорович. Той трябва да се откаже и от потенциалните си права върху трона на Швеция. През 1745 г. (на 17 г.) се жени за София Августа Фредерика (на 16 г.), принцеса на Анхалт-Цербст, която също приема православието и името Екатерина Алексеевна. Двамата се срещат за пръв път 6 години по-рано, когато София е неприятно впечатлена от бледия външен вид на 11-годишния Петър и пристрастието му към алкохола на такава млада възраст.
Още преди да заеме трона, Петър става известен със симпатиите си към Прусия, като по време на Седемгодишната война срещу Прусия се явява публично облечен в пруска военна униформа. Той става император след смъртта на Елисавета на 5 януари* 1762 г. Една от първите му стъпки е да сключи мир с Прусия, чието военно положение е много тежко. Така Русия не получава никакви придобивки от войната, която практически е спечелила. Той сключва съюз с Прусия и се готви за война с Дания, за да присъедини Шлезвиг към своето херцогство Холщайн-Готорп.
Външната политика на Петър III предизвиква силно недоволство. Към това се добавят и обвиненията, че се опитва да наложи на Руската православна църква лутерански обичаи, като бръсненето на свещениците или отсъствието на икони в църквите. Той се опитва да спечели известна популярност, като отменя изискването за задължителна военна или гражданска служба на аристокрацията.
Междувременно съпругата на Петър III, Екатерина, която смята, че той се готви да се разведе с нея, организира заговор за отстраняването му. Заедно със своя любовник Григорий Орлов, тя подготвя бунт на гвардията и принуждава Петър да абдикира на 9 юни 1762 г., като става императрица под името Екатерина II. Малко по-късно Петър умира при неясни обстоятелства в имението Ропша, на около 50 км югозападно от Санкт Петербург. Подозира се, че това става по заповед на Екатерина, която заедно с нейните фаворити братя Орлови предизвикват пиянско сбиване (на руски: „пьянская драка“), в което император Петър III е убит, докато е задържан на 17 юли 1762 г.
След идването на власт през 1796 г. на сина му Павел I, останките на Петър III са погребани с почести в Петропавловската катедрала.